# Військова дисципліна
Військо́ва дисциплі́на — це бездоганне і неухильне додержання всіма військовослужбовцями порядку і правил, встановлених військовими статутами та (чи) іншим законодавством країни.
Військова дисципліна ґрунтується на усвідомленні військовослужбовцями свого військового обов'язку, відповідальності за захист Вітчизни, незалежності та територіальної цілісності України, на їх вірності Військовій присязі.

## Шляхи досягнення військової дисципліни
- виховання високих  бойових і морально-психологічних якостей військовослужбовців на національно-історичних традиціях власного народу та традиціях Збройних Сил  (та інших силових структур) власної держави, патріотизму, свідомого ставлення до  виконання військового обов'язку, вірності Військовій присязі; особистої відповідальності кожного військовослужбовця за дотримання Військової присяги,  виконання своїх обов'язків, вимог військових статутів; формування правової культури військовослужбовців;

- умілого поєднання повсякденної вимогливості  командирів  і начальників до  підлеглих  без  приниження  їх особистої гідності, з дотриманням прав і свобод, постійної турботи про них та правильного застосування засобів переконання, примусу й громадського впливу колективу;

- зразкового виконання командирами військового обов'язку, їх справедливого ставлення до підлеглих;

- підтримання у військових  об'єднаннях,  з'єднаннях,  частинах (підрозділах), закладах та установах необхідних матеріально-побутових умов, статутного порядку;

- своєчасного і повного постачання військовослужбовців встановленими видами забезпечення;

- чіткої організації і повного залучення особового складу до бойового навчання.

## Військова дисципліна зобов'язує кожного військовослужбовця
- дотримуватися  Конституції та законів країни, Військової  присяги, неухильно виконувати вимоги військових статутів, накази командирів;

- бути пильним, зберігати державну та військову таємницю;

- дотримуватися визначених військовими статутами правил взаємовідносин між військовослужбовцями, зміцнювати  військове товариство;

- виявляти повагу до командирів і один до одного, бути ввічливими і додержуватися військового етикету;

- поводитися з гідністю й честю, не допускати самому і стримувати інших від негідних вчинків.